# Patrick Delachaux

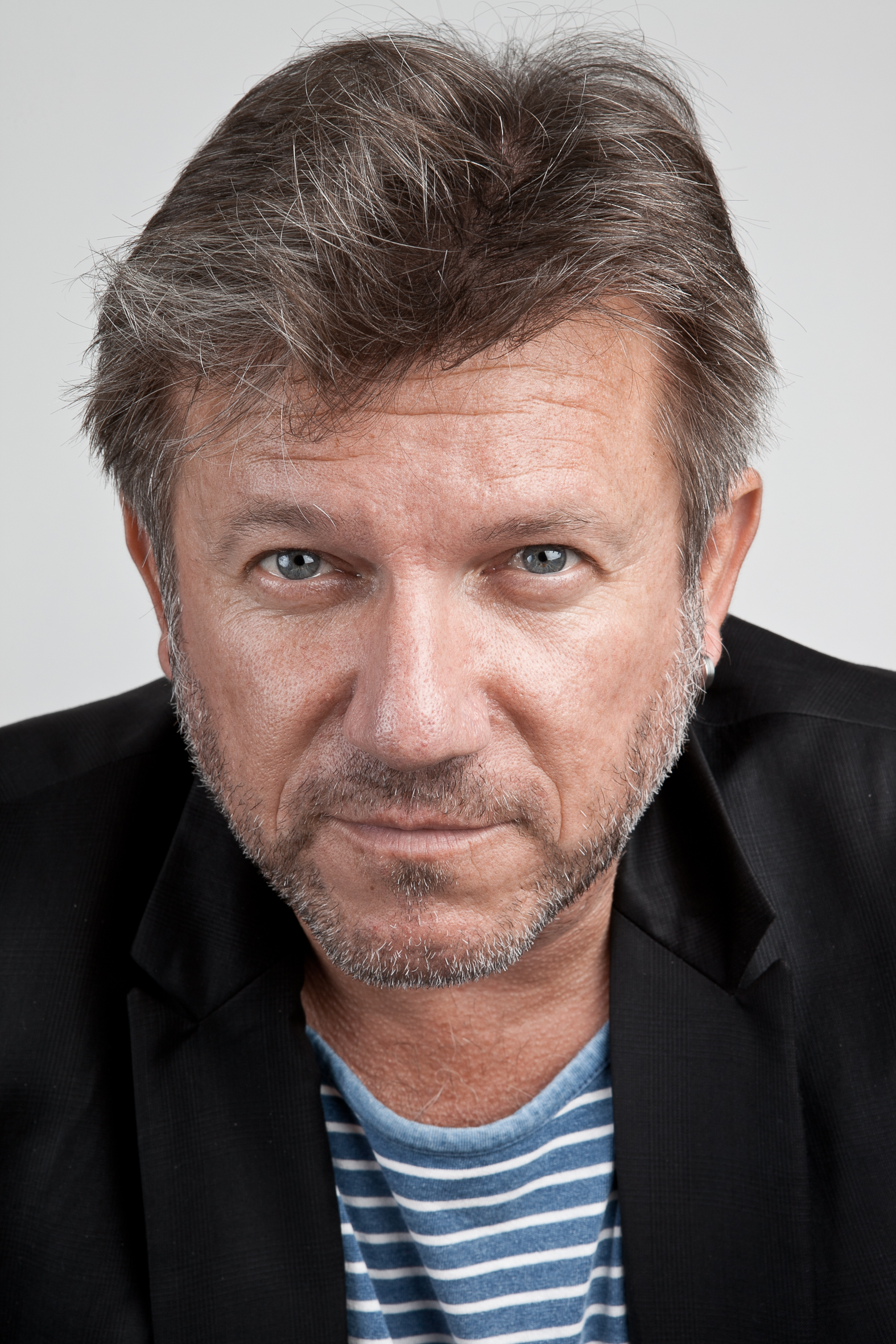
Yves Patrick Delachaux

Patrick Delachaux (Yves Patrick Delachaux; * 2. Februar 1966 in Genf; † 8. März 2024 ebenda) war ein Schweizer Polizist und Schriftsteller.

## Leben
Patrick Delachaux arbeitete bis 2008 bei der Kantonspolizei Genf. 2005 schloss er sein Studium der Bildungswissenschaften an der Universität Genf mit dem Master ab.
2003 erschien mit Flic de Quartier („Quartierpolizist“) sein erster Kriminalroman. Neben drei weiteren Romanen verfasste Delachaux auch Essays und Filmdrehbücher.

## Werke

### Romane
- Flic de Quartier. Éditions Zoé, Genf 2003.
- Flic à Bangkok. Zoé, Genf 2005.
- Grave Panique. Zoé, Genf 2011.
- Déroute. Sauvages, Genf 2013.

### Essays
- Présumé non coupable. Des flics contre le racisme, Saint-Maurice 2007.
- Police, état de crise? (mit Frédéric Maillard), Lausanne 2009.
- Policier, gardien de la paix? (mit Frédéric Maillard), Charmey 2010.